# Super Bowl LII

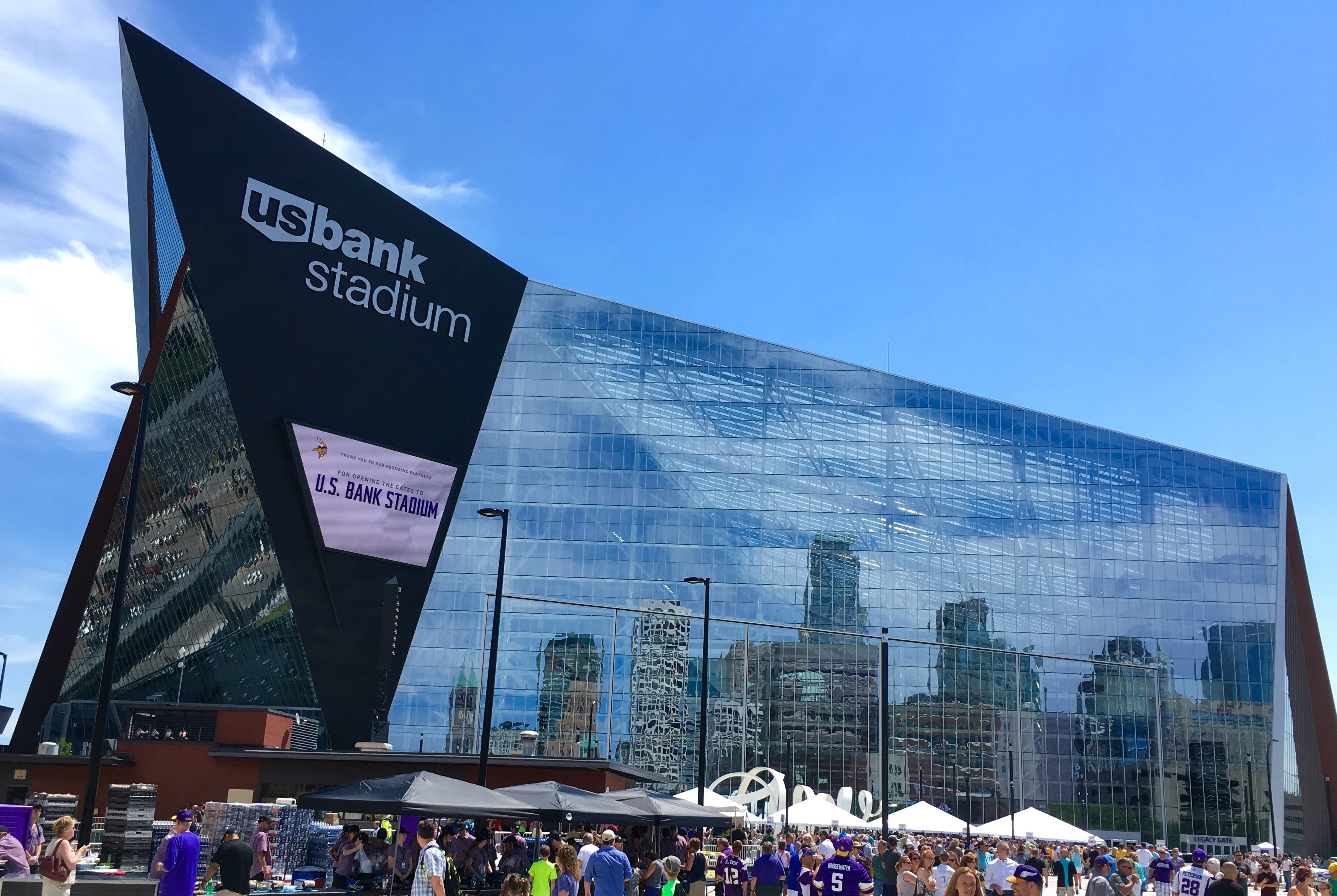

Super Bowl LII was de 52ste editie van de Super Bowl en de finale van het seizoen 2017 van de NFL. De wedstrijd werd gewonnen door de Philadelphia Eagles.

## Play-offs

### Teams
Play-offs gespeeld na het reguliere seizoen.
| AFC    | AFC                                 | NFC    | NFC                                |
| Plaats | team                                | Plaats | team                               |
| ------ | ----------------------------------- | ------ | ---------------------------------- |
| 1      | New England Patriots (Oost-winnaar) | 1      | Philadelphia Eagles (Oost-winnaar) |
| 2      | Pittsburgh Steelers (Noord-winnaar) | 2      | Minnesota Vikings (Noord-winnaar)  |
| 3      | Jacksonville Jaguars (Zuid-winnaar) | 3      | Los Angeles Rams (West-winnaar)    |
| 4      | Kansas City Chiefs (West-winnaar)   | 4      | New Orleans Saints (Zuid-winnaar)  |
| 5      | Tennessee Titans (Zuid)             | 5      | Carolina Panthers (Zuid)           |
| 6      | Buffalo Bills (Oost)                | 6      | Atlanta Falcons (Zuid)             |

### Wedstrijdschema
|  | Wildcard Play-offs 6/7 januari 2018 | Wildcard Play-offs 6/7 januari 2018 |                                   |                                   | Divisional Play-offs 13/14 januari 2018 | Divisional Play-offs 13/14 januari 2018 |                           |                           | NFC & AFC Championships 21 januari 2018 | NFC & AFC Championships 21 januari 2018 |  |  | Super Bowl LII 4 februari 2018 | Super Bowl LII 4 februari 2018 |
|  |                                     |                                     |                                   |                                   |                                         |                                         |                           |                           |                                         |                                         |  |  |                                |                                |
|  | 6 jan. – Arrowhead Stadium          | 6 jan. – Arrowhead Stadium          |                                   |                                   | 13 jan. – Gillette Stadium              | 13 jan. – Gillette Stadium              |                           |                           |                                         |                                         |  |  |                                |                                |
|  | 6 jan. – Arrowhead Stadium          | 6 jan. – Arrowhead Stadium          | 21 jan. – Gillette Stadium        |                                   | 13 jan. – Gillette Stadium              | 13 jan. – Gillette Stadium              |                           |                           |                                         |                                         |  |  |                                |                                |
|  | 6 jan. – Arrowhead Stadium          | 6 jan. – Arrowhead Stadium          | New England Patriots              | 35                                |                                         |                                         |                           |                           |                                         |                                         |  |  |                                |                                |
|  | Kansas City Chiefs                  | 21                                  | New England Patriots              | 35                                |                                         |                                         |                           |                           |                                         |                                         |  |  |                                |                                |
|  | Kansas City Chiefs                  | 21                                  |                                   | Tennessee Titans                  | 14                                      |                                         |                           |                           |                                         |                                         |  |  |                                |                                |
|  | Tennessee Titans                    | 22                                  |                                   | Tennessee Titans                  | 14                                      | New England Patriots                    | 24                        |                           |                                         |                                         |  |  |                                |                                |
|  | Tennessee Titans                    | 22                                  | 14 jan. – Heinz Field             |                                   |                                         | New England Patriots                    | 24                        |                           |                                         |                                         |  |  |                                |                                |
|  | 7 jan. – EverBank Field             | 7 jan. – EverBank Field             |                                   | Jacksonville Jaguars              | 20                                      |                                         | 4 feb. –U.S. Bank Stadium | 4 feb. –U.S. Bank Stadium |                                         |                                         |  |  |                                |                                |
|  | 7 jan. – EverBank Field             | 7 jan. – EverBank Field             | Pittsburgh Steelers               | Jacksonville Jaguars              | 20                                      | 42                                      | 4 feb. –U.S. Bank Stadium | 4 feb. –U.S. Bank Stadium |                                         |                                         |  |  |                                |                                |
|  | Jacksonville Jaguars                | 10                                  | Pittsburgh Steelers               |                                   |                                         | 42                                      | 4 feb. –U.S. Bank Stadium | 4 feb. –U.S. Bank Stadium |                                         |                                         |  |  |                                |                                |
|  | Jacksonville Jaguars                | 10                                  |                                   | Jacksonville Jaguars              | 45                                      |                                         | 4 feb. –U.S. Bank Stadium | 4 feb. –U.S. Bank Stadium |                                         |                                         |  |  |                                |                                |
|  | Buffalo Bills                       | 3                                   |                                   | Jacksonville Jaguars              | 45                                      | New England Patriots                    | 33                        |                           |                                         |                                         |  |  |                                |                                |
|  | Buffalo Bills                       | 3                                   | 13 jan. – Lincoln Financial Field |                                   |                                         | New England Patriots                    | 33                        |                           |                                         |                                         |  |  |                                |                                |
|  | 6 jan. – L.A. Memorial Coliseum     | 6 jan. – L.A. Memorial Coliseum     | 21 jan. – Lincoln Financial Field | 21 jan. – Lincoln Financial Field |                                         | Philadelphia Eagles                     | 41                        |                           |                                         |                                         |  |  |                                |                                |
|  | 6 jan. – L.A. Memorial Coliseum     | 6 jan. – L.A. Memorial Coliseum     | 21 jan. – Lincoln Financial Field | 21 jan. – Lincoln Financial Field | Philadelphia Eagles                     | Philadelphia Eagles                     | 41                        | 15                        |                                         |                                         |  |  |                                |                                |
|  | Los Angeles Rams                    | 13                                  | 21 jan. – Lincoln Financial Field | 21 jan. – Lincoln Financial Field | Philadelphia Eagles                     |                                         |                           | 15                        |                                         |                                         |  |  |                                |                                |
|  | Los Angeles Rams                    | 13                                  | 21 jan. – Lincoln Financial Field | 21 jan. – Lincoln Financial Field |                                         | Atlanta Falcons                         | 10                        |                           |                                         |                                         |  |  |                                |                                |
|  | Atlanta Falcons                     | 26                                  |                                   | Philadelphia Eagles               | 38                                      | Atlanta Falcons                         | 10                        |                           |                                         |                                         |  |  |                                |                                |
|  | Atlanta Falcons                     | 26                                  | 14 jan. – U.S. Bank Stadium       | Philadelphia Eagles               | 38                                      |                                         |                           |                           |                                         |                                         |  |  |                                |                                |
|  | 7 jan. – Merc.-Benz Superdome       | 7 jan. – Merc.-Benz Superdome       |                                   | Minnesota Vikings                 | 7                                       |                                         |                           |                           |                                         |                                         |  |  |                                |                                |
|  | 7 jan. – Merc.-Benz Superdome       | 7 jan. – Merc.-Benz Superdome       | Minnesota Vikings                 | Minnesota Vikings                 | 7                                       | 29                                      |                           |                           |                                         |                                         |  |  |                                |                                |
|  | New Orleans Saints                  | 31                                  | Minnesota Vikings                 |                                   |                                         | 29                                      |                           |                           |                                         |                                         |  |  |                                |                                |
|  | New Orleans Saints                  | 31                                  |                                   | New Orleans Saints                | 24                                      |                                         |                           |                           |                                         |                                         |  |  |                                |                                |
|  | Carolina Panthers                   | 26                                  |                                   | New Orleans Saints                | 24                                      |                                         |                           |                           |                                         |                                         |  |  |                                |                                |
|  | Carolina Panthers                   | 26                                  |                                   |                                   |                                         |                                         |                           |                           |                                         |                                         |  |  |                                |                                |